# 12881 Yepeiyu
12881 Yepeiyu este un asteroid din centura principală de asteroizi.

## Descriere
12881 Yepeiyu este un asteroid din centura principală de asteroizi. A fost descoperit pe 17 august 1998 la Socorro, New Mexico, în cadrul proiectului LINEAR. Asteroidul prezintă o orbită caracterizată de o semiaxă mare de 2,60 ua, o excentricitate de 0,16 și o înclinație de 3,6° în raport cu ecliptica.